# Ilse (Lahn)
Die Ilse ist ein südlicher und orografisch rechter Zufluss der Lahn im nordrhein-westfälischen Kreis Siegen-Wittgenstein (Deutschland). Von der obersten Ilsequelle aus betrachtet ist die Ilse 8,7 km lang und von ihrer Heiligen Ilsequelle 8,25 km.

## Name
Das Gewässer wird 1515 (Ulss) erstmals schriftlich erwähnt. Der Name leitet sich mit s-Suffix von germanisch *wul-a- für 'wallen' ab.

## Geographie

### Verlauf
Die Ilse entspringt und verläuft jeweils im Süden von Rothaargebirge, Naturpark Sauerland-Rothaargebirge und Westfalen nahe der mittelhessischen Grenze aus zwei Quellen, die beide an der Grenze von Wittgenstein und Siegerland nahe dem Bad Laaspher Weiler Heiligenborn liegen: die oberste Ilsequelle befindet sich auf dem Ostnordosthang des Jagdbergs (675,9 m ü. NHN) auf etwa 636 m Höhe, und etwa 0,5 Ilsekilometer bachabwärts liegt die Heilige Ilsequelle auf dem Nordwesthang des Berges Kompass (694,1 m).
Die Ilse fließt durch ein enges Tal nordostwärts durch das Wittgensteiner Land. Nach Aufnahme des von Heiligenborn kommenden Langenbachs, der ihre Wasserführung mehr als verdoppelt, passiert sie die Berge Wiedehuck (578,6 m), wonach sie am Weiler Lindenfeld (496,8 m; zu Bad Laasphe) vorbeifließt. Nach Passieren von Inthalberg (538,7 m) und Weidelbacher Haupt (587,7 m) mündet der Weidelbach ein. Danach passiert der Bach die Berge Dörnberg (606 m), Weißer Stein (527,6 m) und Petersberg (570 m). 
Schließlich gelangt die Ilse nach Feudingerhütte, einem Ortsteil des zu Bad Laasphe gehörenden Feudingen, wo sie von Süden kommend am östlichen Dorfrand auf etwa 382 m Höhe in den dort aus Richtung Westen heranfließenden Rhein-Nebenfluss Lahn mündet.

Quelle, Verlauf und Mündung der Ilse
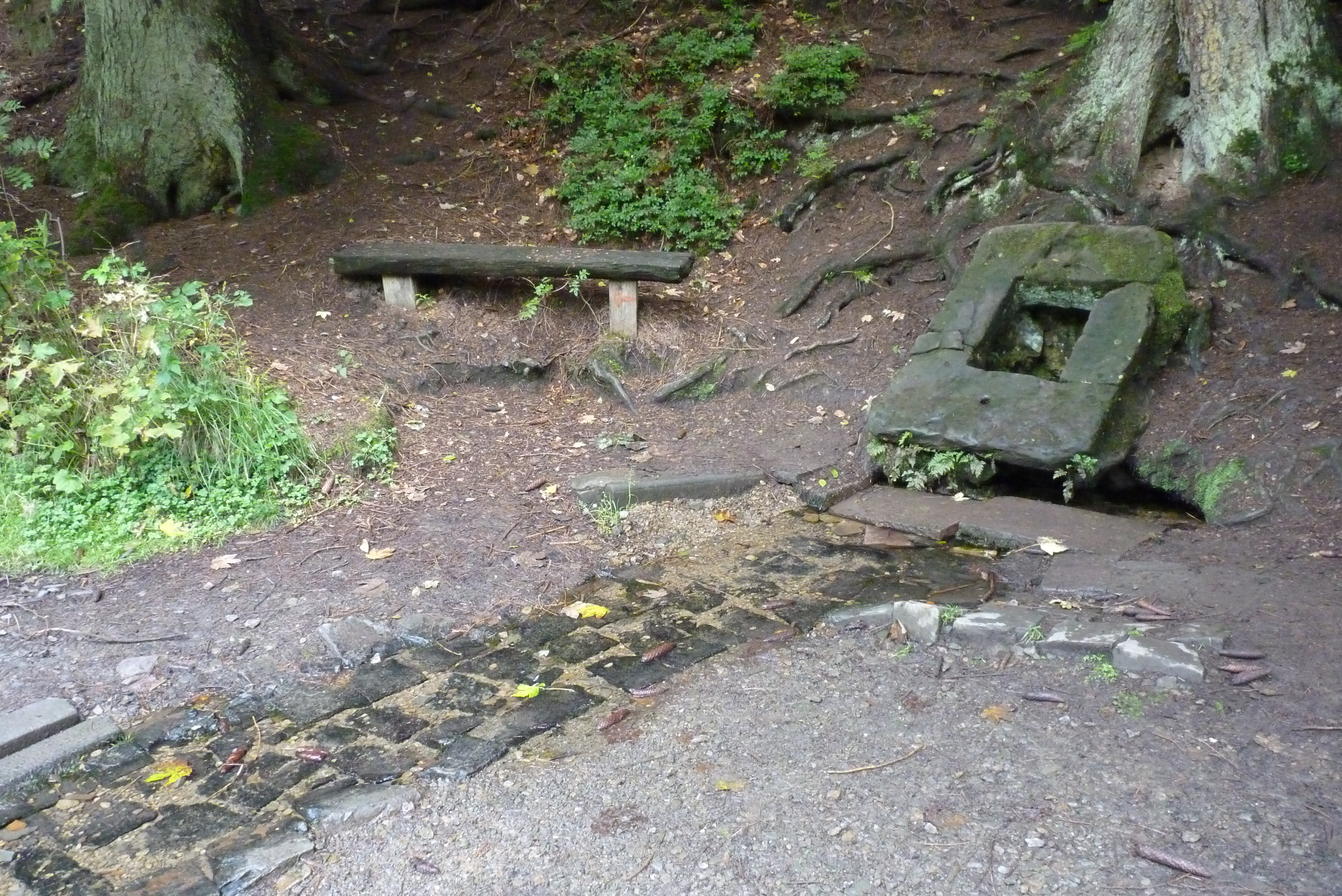
Heilige Ilsequelle im Sommer 2013
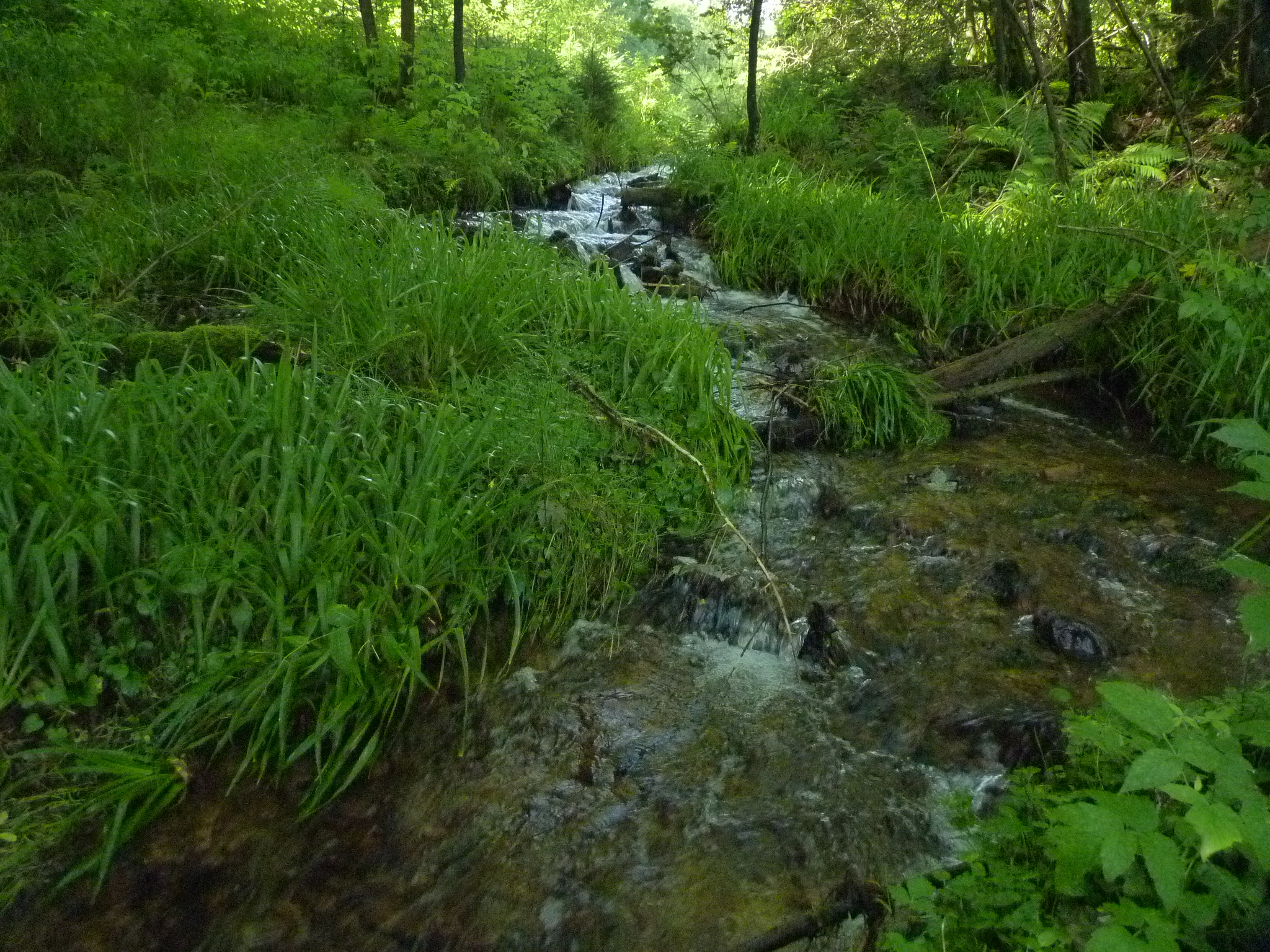
Die Ilse, knapp unterhalb ihrer Quelle, im Juli 2014
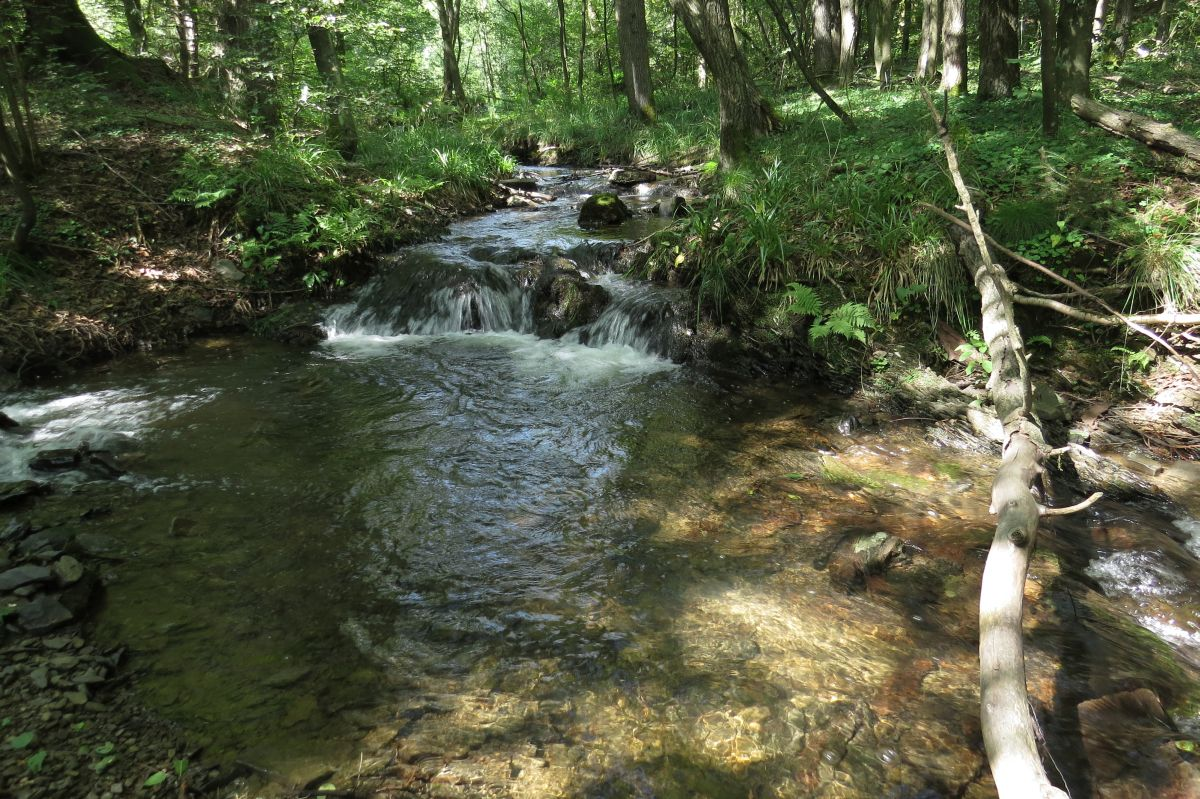
Ilse (von links) an der Einmündung des (Schwarzen) Langenbachs (2015)

### Einzugsgebiet und Zuflüsse
Das Einzugsgebiet der Ilse ist 11,848 km² groß. Zu ihren Zuflüssen gehören bachabwärts betrachtet:
| Name       | Seite | Länge (km) | Mündungsort                   | Stat. (km) | EZG (km²) |
| ---------- | ----- | ---------- | ----------------------------- | ---------- | --------- |
| Langenbach | links | 3,1        | oberhalb Weiler Lindenfeld    | 6,05       | 2,58      |
| Weidelbach | links | 2,7        | unterhalb Forsthaus Ilsenburg | 3,45       | 2,183     |

## Landschaftsschutz
Die Ilse befindet sich mit ihrer gesamten Fließstrecke im Landschaftsschutzgebiet Bad Laasphe (CDDA-Nr. 319747), das 1987 ausgewiesen wurde und 123,11 km² groß ist.

## Verkehr und Wandern
Ab der Einmündung des Langenbachs führt die von Heiligenborn kommende Kreisstraße 17 in das Ilsetal, um dort vorbei am Weiler Lindenfeld und Forsthaus Ilsenburg und danach weiter nach Banfe zu verlaufen. Unterhalb des Forsthauses zweigt von K 17 die bachabwärts entlang der Ilse zum Mündungsort Feudingerhütte führende K 35 ab.
Direkt vorbei an der Heiligen Ilsequelle verlaufen der Rothaarsteig und der Märchenwanderweg Kleiner Rothaar. Durch Heiligenborn und ab der Einmündung des Langenbachs führt der Europäische Fernwanderweg E1 ein paar Kilometer bachabwärts entlang der Ilse. Durch Teile des Ilsetals führt der Lahnwanderweg.